# NGC 7337
NGC 7337 este o galaxie situată în constelația Pegas. A fost descoperită în 10 septembrie 1849 de către William Parsons, 3rd Earl of Rosse⁠(d). Se află la o distanță de 96 de megaparseci de Pământ.